# James Michael Moynihan
James Michael Moynihan (* 16. Juli 1932 in Rochester, New York; † 6. März 2017) war ein US-amerikanischer Geistlicher und römisch-katholischer Bischof von Syracuse.

## Leben
James Michael Moynihan studierte zunächst an der St. Andrew and St. Bernard Seminary College und am Päpstlichen Nordamerika-Kolleg. An der Gregoriana wurde er promoviert. In der Kapelle des Nordamerika-Kollegs empfing er durch Erzbischof Martin O’Connor am 15. Dezember 1957 die Priesterweihe für das Bistum Rochester.
Papst Johannes Paul II. ernannte ihn am 4. April 1995 zum Bischof von Syracuse. Der Erzbischof von New York, John Joseph Kardinal O’Connor, spendete ihn am 29. Mai desselben Jahres die Bischofsweihe; Mitkonsekratoren waren Joseph Thomas O’Keefe, emeritierter Bischof von Syracuse, und Matthew Harvey Clark, Bischof von Rochester.
Am 21. April 2009 nahm Papst Benedikt XVI. seinen altersbedingten Rücktritt an.